# 24-я армия (СССР)

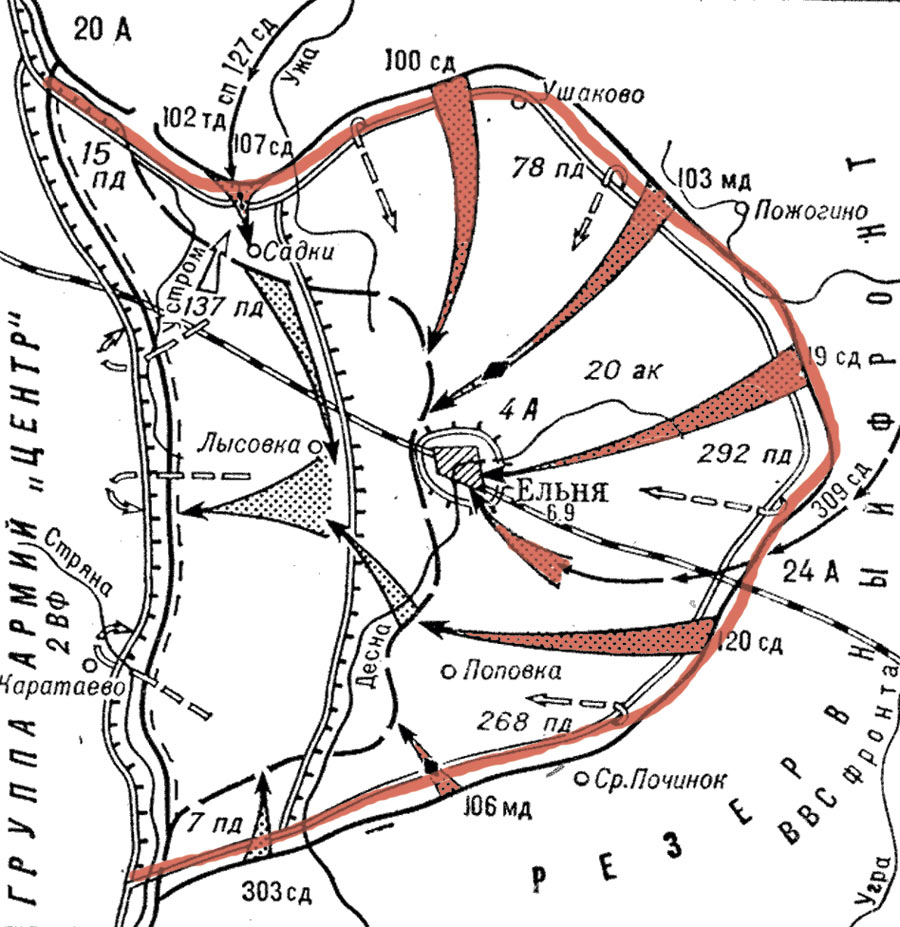
Схема Ельнинской наступательной операции. Дислокация формирований, перед Ельнинским выступом, на 29 августа 1941 года.

24-я армия (24 А) — общевойсковое оперативное объединение (армия) в составе Вооружённых Сил СССР во время Великой Отечественной войны.

## Первое формирование
Армия впервые сформирована 1 июля 1941 года на основании директивы Ставки ГК № 0042, от 27 июня 1941 года, в Сибирском военном округе с непосредственным подчинением Ставке ВГК (до 14 июля).
В июле 1941 года 24-я армия в составе управления, 52-го и 53-го стрелковых корпусов, артиллерийских и других соединений и частей была выдвинута в район Вязьмы, готовила оборонительный рубеж Нелидово, Белый, Дорогобуж, особенно усиливая направление Смоленск, Вязьма.
14 июля на основании приказа Ставки ВК ВС Союза ССР № 00334, от 14 июля 1941 года, 24-я резервная армия была включена в состав Фронта резервных армий, и с 21 по 29 июля во взаимодействии с войсками Западного фронта удерживала рубеж Белый, Дорогобуж, Ельня.
Нанесла два контрудара:
1. Взаимодействуя с 30-й армией, на своём правом фланге ударила по группировке немецко-фашистских войск, охватывавшей Смоленск с севера, и остановила её продвижение;
2. Частью сил на своём левом фланге ударила по группировке противника, наступавшей из района Ельни на Дорогобуж.

30 июля на основании приказа Ставки ВК № 00583, от 30 июля 1941 года, 24-я армия была передана Резервному фронту, в составе которого в августе—сентябре участвовала в Ельнинской операции. Нанесла поражение противнику в районе Ельни и ликвидировала ельнинский выступ. В последующем 24-я армия удерживала оборонительный рубеж западнее и юго-западнее Ельни.
В первой половине октября войска армии в результате флангового удара превосходящих сил противника были окружены в районе западнее Вязьмы. К 20 октября полевое управление армии было расформировано, а её вышедшие из окружения войска переданы для укомплектования соединений и частей Западного фронта.

## Состав войск армии
На 14 июля 1941 года: 10 дивизий, три пушечных, один гаубичный и три корпусных артиллерийских полка, четыре артиллерийских полка ПТО.
На 8.08.1941:
- 107-я стрелковая дивизия
- 100-я стрелковая дивизия
- 103-я моторизованная дивизия
- 19-я стрелковая дивизия
- 120-я стрелковая дивизия
- 105-я танковая дивизия
- 106-я моторизованная дивизия
- 166-я стрелковая дивизия

## Второе формирование
2 декабря 1941 года на основании директивы Ставки ВГК № 3240 Ш/т, от 30 ноября 1941 года, начало формироваться полевое управление армии. Штаб армии разместился в городе Москва, улица Разина, дом Наркомата коммунального хозяйства РСФСР. 8 декабря 1941 года армия вошла в состав войск Московской зоны обороны. 10 декабря штаб армии переехал в посёлок Ленино-Дачное Московской области. Поступающие в состав армии воинские части с ходу занимали оборонительный рубеж Московской зоны обороны по реке Пахра на фронте 70 км. 5 января 1942 года управление армии было переформировано в резервное управление в составе Московской зоны обороны (то есть осталось без войск). 12 февраля 1942 года армия выходит из состава войск Московской зоны обороны и поступает в непосредственное подчинение Ставки ВГК, штаб армии передислоцируется в город Тула. В этот период армия не имела постоянного состава соединений и занималась приёмом, доукомплектованием, вооружением, боевой подготовкой прибывающих из внутренних округов соединений и отправкой их в состав действующей армии.
На основании приказа Ставки ВГК № 170333 от 26 апреля 1942 года 24-я армия переименована в 1-ю резервную армию.

## Состав войск армии
- 334-я стрелковая дивизия (до 20.12.1942)
- 358-я стрелковая дивизия (до 20.12.1942)
- 385-я стрелковая дивизия (с 24.12.1942)
- 21-я стрелковая бригада (до 26.12.1942)
- 34-я стрелковая бригада (до 26.12.1942)
- 39-я стрелковая бригада (до 26.12.1942)
- 42-я стрелковая бригада (до 26.12.1942)
- 45-я стрелковая бригада
- 54-я стрелковая бригада (до 26.12.1942)

## Третье формирование
Сформирована 20 мая 1942 года на основании директивы Ставки ВГК № 170369, от 9 мая 1942 года, в составе Южного фронта на базе оперативной группы генерал-майора Гречкина А. А. В неё вошли 73-я, 140-я, 228-я и 255-я стрелковые дивизии; затем вместо 140-й и 255-й были включены 335-я и 341-я стрелковые дивизии. В конце июля 1942 года армия сосредоточилась в районе города Сальск и была включена в состав Северо-Кавказского фронта (с 28 июля).
По приказу Ставки ВГК в начале августа соединения и части 24-й армии были переданы 12-й и 37-й армиям, а её полевое управление передислоцировано в Грозный, где было переподчинено Закавказскому фронту. Расформирована армия по директиве Ставки ВГК № 170580, от 23 августа 1942 года, а её полевое управление было обращено на формирование полевого управления 58-й армии.

## Четвёртое формирование
Сформирована 1 сентября 1942 года на основании директивы Ставки ВГК от 27 августа 1942 года на базе 9-й резервной армии в составе Сталинградского фронта. В неё вошли 120-я, 173-я, 207-я, 221-я, 292-я и 308-я стрелковые дивизии, 217-я танковая бригада.
Принимала участие в Сталинградской битве в составе Донского и Сталинградского фронтов.
В 1943 году (март — апрель) передислоцирована в район Воронежа. Включена в Степной ВО.
Преобразована в 4-ю гвардейскую армию на основании директивы Ставки ВГК от 13 апреля 1943 года.

## Командование

### Командующий
- Калинин Степан Андрианович (26.06 — 15.07.1941),
- Ракутин Константин Иванович (15.07 — 10.10.1941),
- Иванов Михаил Михайлович (8.12.1941 — 17.03.1942),
- Броуд Яков Исаакович (17.03 — 1.05.1942),
- Смирнов Илья Корнилович (20.05 — 15.07.1942),
- Марцинкевич Владимир Николаевич (15.07 — 6.08.1942),
- Хоменко Василий Афанасьевич (7 — 28.08.1942),
- Козлов Дмитрий Тимофеевич (1.09. — 1.10.1942),
- Галанин Иван Васильевич (1.10.1942 — 6.04.1943),
- Горбатов Александр Васильевич (6 — 12.04.1943),
- Тарасов Герман Фёдорович (12 — 17.04.1943),
- Кулик Григорий Иванович (17.04 — 5.05.1943).

### Член военного совета
- Иванов Николай Иванович (26.06 — 10.10.1941),
- Абрамов Константин Кирикович (8.12.1941 — 1.05.1942),
- Цветаев Николай Николаевич (20.05 — 28.08.1942),
- Грушевой Константин Степанович (20.05 — 28.08.1942),
- Гензик Михаил Константинович (1 — 13.09.1942),
- Стахурский Михаил Михайлович (13.09.1942 — 18.03.1943),
- Гаврилов Иван Александрович (25.09.1942 — 5.05.1943),
- Семёнов Виктор Николаевич (25.04 — 5.05.1943).

### Начальник штаба
- Глинский Пётр Евстигнеевич (26.06 — 6.08.1941),
- Кондратьев Александр Кондратьевич (6.08 — 10.10.1941),
- Ложкин Николай Николаевич (8.12.1941 — 1.05.1942),
- Ловягин Пётр Ермолаевич (20.05 — 28.08.1942),
- Корнеев Николай Васильевич (1.09 — 30.10.1942),
- Верхолович Павел Михайлович (31.10.1942 — 5.05.1943).

## Память
Армия упомянута на плите мемориального комплекса «Воинам-сибирякам», Ленино-Снегирёвский военно-исторический музей и на монументе Славы в Новосибирске.

Мемориальный комплекс «Воинам-сибирякам», Ленино-Снегирёвский военно-исторический музей.
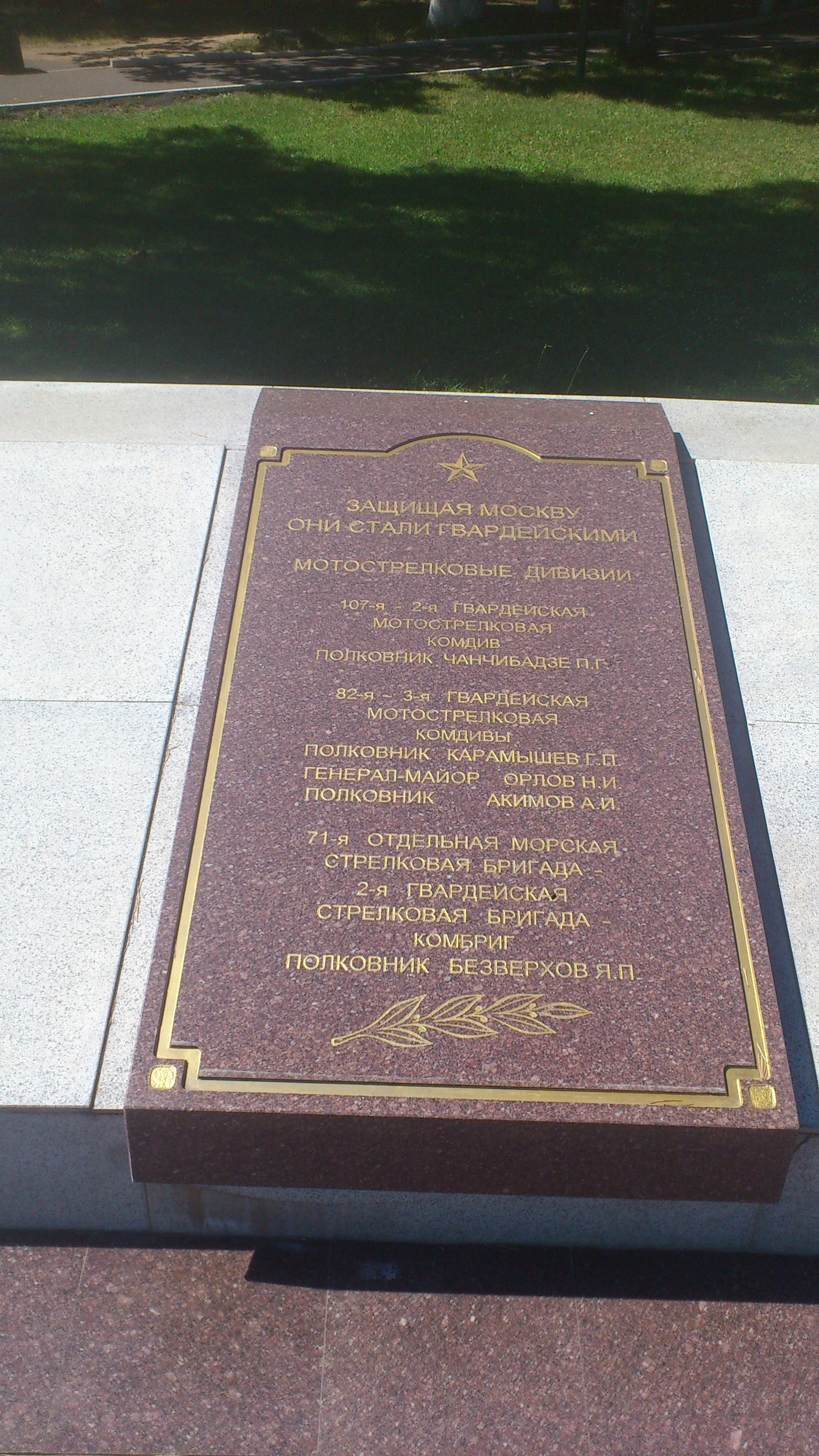
«Сформированные в Сибири, они защищали Москву» — на плите мемориального комплекса «Воинам-сибирякам».
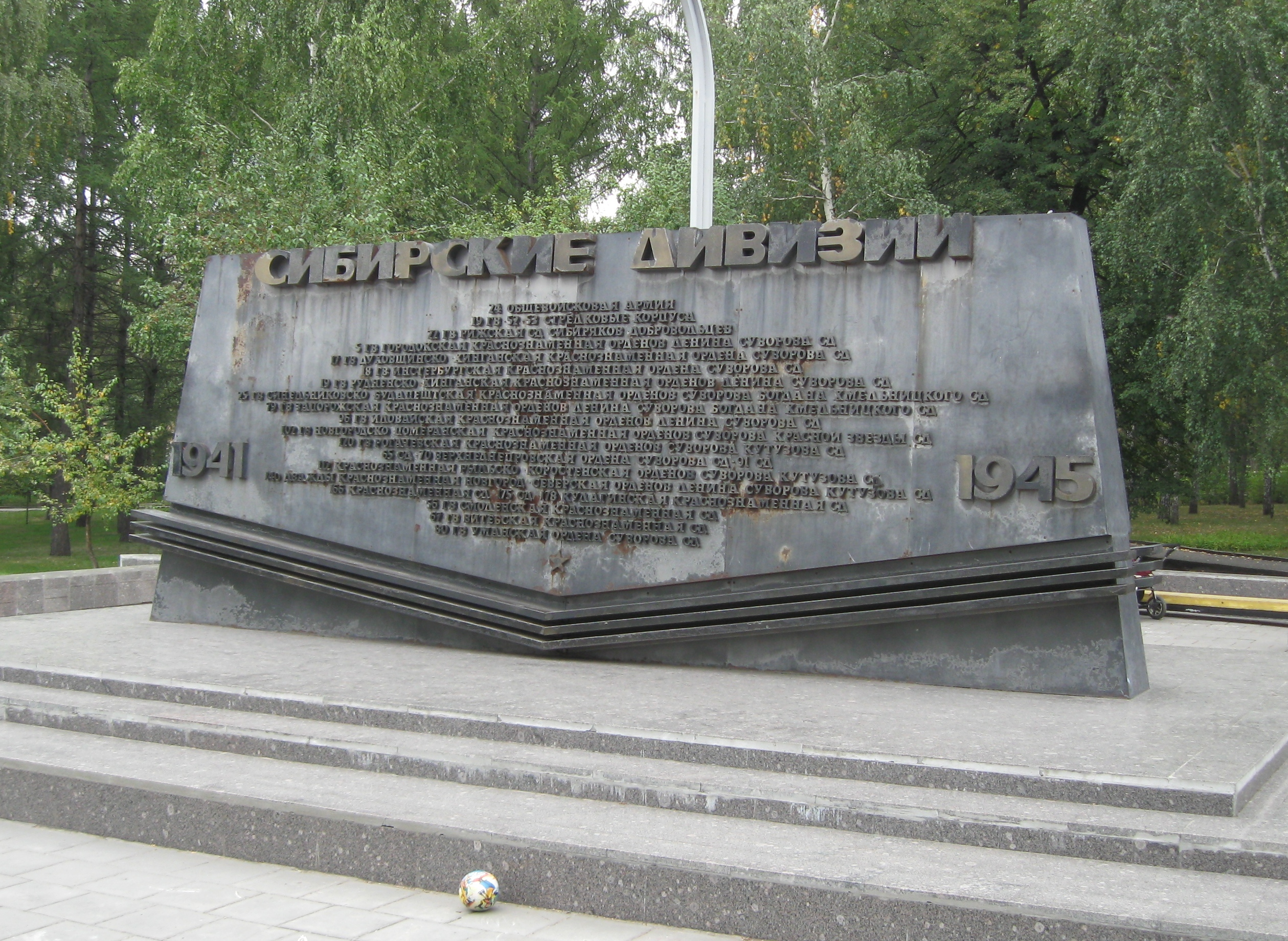
24-я армия на монументе Славы в Новосибирске.